# Fotosynthetisch pigment
Fotosynthetisch pigment of antennepigment is biologisch pigment dat aanwezig is in chloroplasten in planten of in fotosynthetische bacteriën. Het vangt lichtenergie die nodig is voor de fotosynthese.

## Planten
Planten hebben vijf fotosynthetische pigmenten (in volgorde van stijgende polariteit):
- Caroteen, een oranje pigment
- Xanthofyl, een geel pigment
- Chlorofyl a, een blauwgroen pigment
- Chlorofyl b, een geelgroen pigment
- Feofytine, een grijs pigment

anoxygene fotosynthese · caroteen · carotenoïde · bladgroenkorrel · chloroplast · bladgroen · chlorofyl · fotosynthese · fotosynthetisch pigment · thylakoïde · xanthofyl
Archaeplastida · algen · blauwalgen · Elysia chlorotica
fotoautotroof · fototroof
lichtreacties · fotosysteem I · fotosysteem II · fotolyse van water · Calvincyclus · redoxreactie · rubisco
Jan Baptista van Helmont · Jan Ingenhousz · Joseph Priestley · Theodor Wilhelm Engelmann · Melvin Calvin